# Conon (bevelhebber)
Conon (Grieks: Κόνων) was de naam van een beroemde Atheense vlootvoogd, die leefde van ca. 444 tot 392 v.Chr.
Zijn militaire loopbaan begon hij in 414 v.Chr. als bevelhebber van een Atheense vlooteenheid gelegerd in Naupactus. Hij was in zijn vaderstad strateeg sedert 413, maar na de afzetting van Alcibiades in 407 v.Chr. kreeg hij het oppercommando over de Atheense vloot in de Aegeïsche Zee. In 406 werd hij door de Spartanen ingesloten in de haven van Mytilene, en vervolgens na de Atheense overwinning bij de Arginusae ontzet. Hij leed daarna een zware nederlaag bij Aigospotamoi, en wist met acht schepen te ontkomen naar Cyprus, waar hij een toevlucht zocht bij koning Euagoras I van Salamis.
Na afloop van de Peloponnesische Oorlog zocht Conon toenadering tot Perzië, en verkreeg hij in 397 het opperbevel over de Perzische vloot, waarmee hij in 394 v.Chr. de Spartanen een zware nederlaag toebracht bij Cnidus. Hij bezette het eiland Cythera en koos kwartier in Athene. Dromend van een herstel van het Atheense imperium, liet hij in 393 met Perzisch geld de Lange Muren tussen Athene en de Piraeus herstellen, die in 404 op last van Sparta geslecht waren.
Toen de Spartanen in 392 vredesonderhandelingen met Perzië begonnen, eisten zij het ontslag van Conon. Deze werd tijdens een diplomatieke missie in Sardis gearresteerd, maar wist te ontkomen naar Cyprus, waar hij korte tijd later overleed.
 Portaal Oudheid · Athene · Geschiedenis van Griekenland · Geschiedenis van Athene
- Biblioteca Nacional de España: XX5175072
- Gemeinsame Normdatei: 119404338
- Nederlandse Thesaurus van Auteursnamen: 391539884
- Réseau des bibliothèques de Suisse occidentale: 02-A010067878
- Système universitaire de documentation: 129457507
- Virtual International Authority File: 821069
- WorldCat: E39PBJcgwvYfYkJjk9yVbQv8md